# Filmprimadonnaen
Filmprimadonnaen er en tysk stumfilm fra 1913 af Urban Gad.

## Medvirkende
- Asta Nielsen som Ruth Breton
- Paul Otto som von Zornhorst
- Fritz Weidemann som Walter Heim
- Fred Immler